# دهستان درآگاه
 دهستان درآگاه نام دهستانی در بخش مرکزی از توابع شهرستان حاجی‌آباد در استان هرمزگان که واقع در جنوب ایرانمی باشد . مرکز این دهستان روستای درآگاه است.

## جمعیت
جمعیت دهستان درآگاه طبق سرشماری عمومی نفوس و مسکن در سال ۱۳۸۵، برابر با ۷۶۴۹ نفر بوده‌است.